# FC Félines Saint-Cyr
Der Football Club Félines Saint-Cyr ist ein Fußballverein aus den Gemeinden Félines und Saint-Cyr aus dem nördlichsten Teil des französischen Départements Ardèche. Der Klub hat ausschließlich durch seine Fußballerinnen überregionale Bedeutung erlangt, die zeitweise auf höchstem nationalem Liganiveau angetreten sind.

## Geschichte
Der Verein wurde 1964 als FC Saint-Cyr gegründet; 1978 kam eine Frauenfußballabteilung hinzu. Deren Ligateam trug ihre Heimspiele in Félines aus. In dieser Zeit kam es auch zur Erweiterung des Klubnamens um diesen Ort. In den 2010er Jahren dehnte der FC sein örtliches Tätigkeitsfeld weiter aus und änderte seinen Namen erneut, so dass er gegenwärtig FC Félines Saint-Cyr Peaugres heißt. Ebenfalls in den 2010er Jahren hat der Verein auch keine Frauenmannschaft mehr, sondern lediglich noch einige Poussines und Benjamines, also D- bis F-Jugend-Mädchen, die in gemischten Mannschaften spielen dürfen. Insgesamt zählte er im September 2013 knapp 200 Mitglieder; allerdings haben die drei Gemeinden, aus denen sich die Klubmitglieder vorrangig rekrutieren, zusammen auch nur rund 4.800 Einwohner.
Die Vereinsfarben sind Rot und Weiß. Den Verein leitet 2015 mit Séverine Desmartin eine Frau.

## Ligazugehörigkeit und Erfolge
Der Frauenelf gelang erstmals 1998 der Aufstieg in die zweite Liga, und nur ein Jahr später hatte sie sich sogar für die Mitwirkung in der seinerzeit noch Championnat National 1 A genannten höchsten Spielklasse Frankreichs qualifiziert. Die anschließende Erstliga-Saison 1999/2000 zeigte den Liganeulingen allerdings ihre Grenzen auf; mit lediglich zwei Siegen gegen den späteren Mitabsteiger US Orléans und über 90 Gegentoren in den 22 Punktspielen – darunter ein 0:13 beim späteren Meister Toulouse OAC – war der Klassenerhalt nicht zu schaffen. Bis 2004 trat der FCFSC wieder in der zweiten Liga an, dann rutschte die Mannschaft noch eine Etage tiefer, verschwand 2007 in der Division d’Honneur sowie 2009 sogar in einer unteren regionalen Spielklasse. 
Bei der ersten Austragung des 2001 neu geschaffenen Landespokalwettbewerbs gelangten die Fußballerinnen des Vereins bis in das Achtelfinale, in dem sie dem höherklassigen Juvisy FCF nur knapp unterlagen, während in der Saison darauf das Aus schon im Sechzehntelfinale kam. Danach gelang es ihnen nicht mehr, sich für den Hauptwettbewerb zu qualifizieren.

## Bekannte ehemalige Spielerinnen
In den sechs Jahren, die der FC Félines Saint-Cyr in den oberen Ligen gespielt hat, standen keine bekannteren Fußballerinnen oder solche, die sich später anderenorts zu höherem Niveau entwickelten, in seinen Reihen. Vorher allerdings, von 1987 bis 1994, trug als Jugendliche und junge Erwachsene eine der größten französischen Spielerpersönlichkeiten überhaupt den rot-weißen Dress des kleinen Klubs: Frankreichs spätere Rekordnationalspielerin, die aus der Region stammende Sandrine Soubeyrand.